# John Benbow
John Benbow (10 de marzo de 1653 - 4 de noviembre de 1702) fue un oficial inglés de la Marina Real. A la edad de 15 años se unió a la Marina y entró en acción por primera vez contra los piratas argelinos, antes de unirse a la Marina Mercante, en la que permaneció hasta la Revolución Gloriosa de 1688. 
Inmediatamente después retornó a la Marina Real y combatió contra Francia durante la Guerra de los Nueve Años. Asimismo, sirvió y, luego, comandó varios navíos ingleses y participó en las batallas de Beachy Head, La Hogue en 1690 y 1692. Continuó obteniendo fama durante las campañas contra los piratas salés y moros; con el asedio de Saint-Malo; y la lucha en las Indias occidentales contra Francia en el marco de la Guerra de Sucesión Española.
La fama y el éxito de Benbow le ganó notoriedad pública y un ascenso a almirante. Luego, estuvo involucrado en un incidente durante la Acción de agosto de 1702, donde varios de sus capitanes se negaron a apoyarlo mientras comandaba una escuadra de navíos. Benbow instigó el juicio y posterior encarcelamiento o ejecución de algunos de los capitanes involucrados, aunque no vivió lo suficiente para ver este desenlace. Tales eventos contribuyeron a su notoriedad y llevaron a varias referencias a él en la cultura popular.

### En línea
- «Admiral John Benbow». Oxford Dictionary of National Biography. Oxford University Press.
- «Vice-Admiral John Benbow, 1653-1702». Maritime Art Greenwich. Greenwich Maritime Museum. Archivado desde el original el 29 de diciembre de 2004. Consultado el 19 de septiembre de 2009.
- «Biography: John Benbow». The National Museum. The Royal Navy. 2004. Archivado desde el original el 14 de noviembre de 2008.

### Impresos
- Allen, Joseph (1852). Battles of the British Navy. Publicado por Henry G. Bohn.
- Aubrey, Philip (1979). The defeat of James Stuart's Armada, 1692. Leicester University Press. ISBN 0718511689.
- Benbow, William A. (1992). Brave Benbow: The Life of Vice-admiral John Benbow, 1651-1702 (5a. edición). Bill Benbow (editor).
- Campbell, John; John Berkenhout, Henry Redhead Yorke, William Stevenson (1812). Lives of the British Admirals. Harvard University: C. J. Barrington (editor).
- Clowes, William Laird; Clements Robert Markham, Alfred Thayer Mahan (1898). The Royal Navy II. University of Michigan: Sampson Low, Marston and Co.
- Cross, Anthony Glenn (2000). Peter the Great through British eyes: perceptions and representations of the Tsar since 1698. Cambridge University Press. ISBN 0521782988.
- Edgar, John George (1861). Sea Kings and Naval Heroes. Oxford University: Publicado por F.Warne.
- Evelyn, John; William Bray, John Forster (1859). Diary and correspondence of John Evelyn II. Publicado por H. G. Bohn.
- le Fevre, Peter (2000). Precursors of Nelson. Joseph K. Lange, Richard Harding. Stackpole Books. ISBN 081172901X.
- Harris, Simon (2001). Sir Cloudesley Shovell: Stuart Admiral. Spellmount. ISBN 1862270996.
- James, Lawrence (1997). The Rise and Fall of the British Empire. St. Martin's Griffen. ISBN 031216985X.
- Japikse, N. (1927). Correspondentie van Willem III en van Hans Willem Bentinck (en alemán).
- Kennedy, Paul (1976). The Rise and Fall of British Naval Mastery. University of Michigan: Scribner. ISBN 0684146096.
- Laughton, Leonard George Carr; Roger Charles Anderson (1944). The Mariner's Mirror. Londres: Society for Nautical Research.
- Locker, Edward Hawke (1831). The Naval Gallery of Greenwich Hospital. Oxford University: Harding and Lepard.
- Matthew, Henry Colin Gray; Brian Howard Harrison (2004). Oxford Dictionary of National Biography V. Oxford University Press.
- Maxwell, Kenneth (2003). Naked Tropics: Essays on Empire and other Rogues. Routledge. ISBN 0415945771.
- Merriman, Reginald Dundas (1961). Queen Anne's Navy. Naval Records Society.
- Morfill, William Richard (1901). Russia. Publicado por Fisher Unwin.
- Nettel, Reginald (1954). Sing a Song of England. Phoenix House.
- Nightingale, Joseph (1818). Shropshire. Gentleman's Magazine.
- Pidgeon, Henry (1851). Memorials of Shrewsbury. Oxford University: Publicado por J. H. Leake.
- Rodger, N. A. M. (1996). The Wooden World. W. W. Norton & Co. Ltd. ISBN 0393314693.
- Stephen, Leslie; George Smith, Sidney Lee, Robert Blake (1889). Dictionary of National Biography. Smith, Elder, & Co.
- Strang, Herbert (1909). Humphrey Bold, A story of the time of Benbow. American Libraries of the Encyclopedia Britannica: Indianapolis: The Bobbs-Merrill company.
- Trevelyan, George Macaulay (1948). England Under Queen Anne. Indiana University: Longmans, Green and Co.
- Treves, Frederick (1908). The Cradle of the Deep (3a. edición edición). New York: Emith, Elder & Co., New York Public Library.
- Verrill, Alpheus Hyatt (1923). In the wake of the buccaneers. The Century Co.
- Watson, Harold Francis (1969). Coasts of Treasure Island. Publicado por Naylor Co.
- Welcher, Jeanne K. (1972). John Evelyn. University of Michigan: Twayne Publishers.
- Woodman, Richard (2005). A Brief History of Mutiny. Carroll & Graf. ISBN 0786715677.

- Datos: Q592237
- Multimedia: John Benbow / Q592237